# 메테인
메테인(영어: methane 메세인[*] [mɛθeɪn], CH
4) 또는 메탄(독일어: Methan)은 가장 간단한 탄소 화합물로, 탄소 하나에 수소 4개가 붙어 있다. 분자량은 16이다. 녹는점은 -183 °C, 끓는점은 -162 °C로 상온에서 기체이다.
자연적으로는 유기물이 물 속에서 부패, 발효할 때 생기므로 늪지대의 바닥 등에서 발생한다. 또 석탄층 속에 함유되어 석탄갱내에서 발생하여 공기와 섞여 폭발을 일으킬 때도 있다. 천연 가스나 석탄 가스의 주성분을 이룬다.
C-H의 결합 길이는 0.110nm이며, C-H의 결합 사이의 결합각은 109.5°이며, 무극성 분자이다.
순수한 메탄은 냄새가 없으나, 소가 호흡하고 트림하고 방귀뀌는것도 지구온난화의 원인중 하나이다.
천연 가스의 주성분으로, 연료로 많이 사용된다. 메탄 분자 하나를 태우면 이산화 탄소 한 분자와 물 두 분자가 생성된다. 반응식은 다음과 같다.
CH4 + 2O2 → CO2 + 2H2O
온실 효과의 원인이기도 하며, 같은 질량의 이산화 탄소보다 23배의 효과가 있다.
메탄 1몰이 연소할 때 내는 연소열은 780kJ이다.

## 메테인의 치환반응
메테인은 햇빛존재하에 상온의 염소와 반응하여 치환 반응을 하는데, 중심의 탄소와 공유결합을 하고있는 수소가 차례로 염소와 치환되어 성질이 다른 분자로 바뀌어간다.
바뀌는 순서는 다음과 같다.
염화메틸 → 염화메틸렌 → 클로로포름 → 사염화 탄소

## 같이 보기
- 에테인
- 2023년 미국 텍사스 낙농장 폭발사고(영어판) - 사고원인으로 메탄가스 추정